# Corhampton and Meonstoke
Corhampton and Meonstoke är en civil parish i Storbritannien.   Den ligger i grevskapet Hampshire och riksdelen England, i den södra delen av landet, 90 km sydväst om huvudstaden London.